# Domenico Matassini
Domenico Matassini (Recanati, 26 gennaio 1962) è un ex cestista italiano.
Nel corso della sua carriera ha anche militato in Serie A1 con la maglia della Libertas Forlì.